# Gican
Gican è un comune dell'Azerbaigian situato nel distretto di Qusar. Conta una popolazione di 517 abitanti.